# Webvideo
Webvideo is de naam voor digitale films / videos op het world wide web. Voor het vertonen wordt tegenwoordig meestal gebruikgemaakt van speciale videosites zoals YouTube of Vimeo. Onderscheiden worden video on demand (de kijker kan de video op een willekeurig moment starten) en het geval dat de kijker de video niet kan kijken wanneer hij wil. Dit laatste is het geval bij een live-uitzending, en ook bij een site die een tv-programma op het moment van uitzending streamt. Combinaties komen ook veel voor, zoals eerst live en/of gelijk met de tv, en na afloop op een willekeurig moment starten.
Een andere indeling is in gratis kijken van video's, betalen per video, en een abonnement op een videosite, met periodieke betaling. 
De ontwikkeling van webvideo houdt nauw verband met de ontwikkeling van codecs voor het comprimeren van de video-bestanden.

## Ontwikkeling
In juli 2006 werden op YouTube 100 miljoen filmpjes per dag bekeken. Bevestiging van het belang van webvideo was de benoeming van You (jij) tot "Person of the Year" 2006 door TIME-magazine. Door het enorme succes van YouTube begint webvideo steeds meer een eigenstandige kunstvorm te worden. De vrijheid die ontstaat uit het massale gebruik van het medium draagt ertoe bij dat de creativiteit schijnbaar onbegrensd is. Mensen zetten vaak heel persoonlijke films online, van homevideo's van huisdieren of persoonlijke dagboeken, tot zelfgemaakte pornografie.
In mei 2010 werd het WebM-bestandsformaat aangekondigd, waarmee video net zoals afbeeldingen getoond kan worden op webpagina's, met het video-element van HTML 5.

## Onderscheiding
Webvideo in zijn huidige vorm onderscheidt zich vooral op het gebied van kosten en techniek  van video on demand. Pas met de introductie van sites die gratis hosting van de bandbreedteverslindende video's aanboden, met daarbij de mogelijkheid om deze gemakkelijk in te binden in de eigen site, kon webvideo de sprong naar de mainstream maken. Video on demand daarentegen moet vooral worden geassocieerd met betaalde inhouden van filmstudio's, online videotheken en kabelproviders. Feitelijk is webvideo een verzamelbegrip voor alle soorten video op het web. Video on demand staat specifiek voor video's die starten wanneer de gebruiker dat wenst, dit in tegenstelling tot (live)streaming en multicast waarbij de gegevens live worden uitgezonden vanuit een server en in beginsel niet worden herhaald.

### Kenmerkende eigenschappen van webvideo's
Omdat de ontwikkelingen op het gebied van webvideo erg snel verlopen is het moeilijk om eenduidige eigenschappen vast te stellen. Er zijn echter wel criteria waaraan veruit de meeste webvideo's voldoen:
- meestal in het MP4 formaat, maar ook als FLV, WMV, RealMedia, Quicktime of DivX te vinden;
- over het algemeen gratis beschikbaar, waardoor mede de populariteit verklaard kan worden;
- vaak door particulieren geüpload en hierdoor over het algemeen van mindere technische kwaliteit dan betaalde video's;
- door de verspreiding, vaak vol controversiële thema's en hele vrije, aan weinig regels gebonden, uitingen van (vooral) jongeren;
- veelvuldig gebruikt op weblogs en andere web 2.0 sites. De bekendste voorbeelden in Nederland zijn GeenStijl.nl, Hyves en Retecool.com;

Voor het beschikbaar stellen en bekijken van video's kunnen naast wettelijke regels, ook, indien van toepassing, regels van de faciliërende videosite gelden, bijvoorbeeld de communityrichtlijnen van YouTube.